# Confédération étudiante
Pour les articles homonymes, voir Cé.
La Confédération étudiante (Cé) est un ancien syndicat étudiant français, actif de 2003 à 2013. Représentée au Conseil national de l'enseignement supérieur et de la recherche, elle était reconnue comme organisation représentative entre 2006 et 2013.
Proche de la Confédération française démocratique du travail, la Confédération étudiante revendiquait, en 2012, 6 000 adhérents. Après sa disparition, la CFDT s'est rapprochée de la Fédération des associations générales étudiantes (FAGE).

## Histoire

### Création
La Confédération étudiante est née début 2003 d'un petit nombre de membres de l'UNEF (dont une élue au CNOUS et un élu CNESER) issus de la Tendance syndicale (minoritaire) et prônant la création d'un pôle « réformiste » de gauche chez les étudiants, en rupture avec la ligne nationale. Ils sont rejoints par les AGE d'Angers, de Nantes, de Limoges, de La Rochelle, de Paris 3, de Paris 5 et de Sceaux issus de la même tendance ; ralliées par plusieurs associations locales : TNT (Marne la Vallée), Jade (Bordeaux 4), JTL1 (Toulouse 1), Association étudiante d'Amiens, Re Agir (Montpellier 2), Associatif pour la défense des étudiants (Orléans), Change ta fac (Le Mans), Réunir (La Réunion), et soutenus par la CFDT (et notamment par Nicole Notat).
À l'origine du départ de l'UNEF, certains militants accusaient la direction d'être sous la tutelle de l'appareil du Parti socialiste et de « jouer le jeu de ses courants ». Ce départ fait aussi suite à la réunification des deux UNEF en 2001, qui selon la présidente de la Cé, Julie Coudry, l'aurait « radicalisée » et notamment fait prendre position contre la réforme LMD.
Selon Le Figaro la création de la Cé a créé de nouveaux rapports de forces sur les universités.

### Historique
- 29 et 30 mars 2003 : assemblée générale fondatrice de la Confédération étudiante, Julie Coudry devient présidente.
- 10 mars 2004 : signature du contrat d'association avec la CFDT[6].
- septembre 2005 : lancement du manifeste Fiers et libres manifeste d'une génération engagée[11]
- juillet 2006 : la Cé obtient pour la première fois un élu au CNESER[12] et devient ainsi une organisation représentative[13].
- 1 au 4 mai 2008 : 2e congrès, élection de Baki Youssoufou à la tête de la Confédération Étudiante[14].
- printemps 2010 : Première campagne nationale CNOUS sur les aides sociales pour les étudiants boursiers, non boursiers et salariés, la Cé remporte 7 élus CROUS.
- juillet 2010: La Cé conserve son élu CNESER, Malick Ndione, membre du Bureau National et élu au Conseil d'Administration de l'université de Strasbourg en 2008. Lancement de la campagne contre les vendeurs de listes.
- juin 2011: 3e congrès de la Cé, réélection de Baki Youssoufou à la tête de la Confédération Étudiante[15]. Campagne contre la circulaire Guéant
- juin 2012 : La Cé conserve son élu CNESER, elle figure en 5e position des organisations étudiantes représentatives.
- 2013 : Annulation des élections étudiantes du CNESER 2012, la Cé ne se représente pas de liste pour les nouvelles élections de 2013
- avril 2013 : Contrat d'association renouvelé avec la CFDT[16].
- juin 2013 : La Cé perd son élu CNESER, et n'est plus organisation étudiante représentative au CNESER.

### Après 2013
Une partie des militants de la Cé se sont investis dans La Fabrique, qui se veut un réseau pour rencontrer et créer des liens avec des étudiants de toutes filières, tous horizons,. Cette association sera gérée jusqu'en 2015 par Cindy Pétrieux, Thomas Luquet puis Charline Sabourin en 2016, et enfin, par Salim Bouchama jusqu’à aujourd’hui. Sous l’essor du dernier cité, La Fabrique prit une direction plus entrepreneuriale.

## Organisation

### Structures
La Cé était organisée sur un schéma fédéral appuyée sur des bases locales. Juridiquement, c'était une association loi de 1901. Pour l'essentiel elle avait un mode d'organisation confédérale, à savoir qu'elle ne fonctionnait pas en tendances (le mode de scrutin n'est donc pas proportionnel mais majoritaire), mais en fédération de fédérations.
Les adhérents élisaient, lors de congrès ayant lieu tous les deux ans, un bureau national et une commission exécutive.

#### Le Bureau national
Le Bureau national était l'instance politique de la Cé. Il était chargé de mettre en œuvre les orientations prises en congrès ou lors des Conseils nationaux. Les membres du Bureau national étaient élus tous les deux ans en Congrès par les délégués. Issus des associations locales ou membres de la commission exécutive, ils assuraient leur mandat en tant que responsables nationaux de la Cé. Le Bureau national était une instance de décisions collectives dont les membres représentaient soit leur association locale (regroupant les lycées, universités ou grandes écoles dans une ville ou un territoire donné), soit leur université.

#### Le Congrès
Le Congrès était le moment où les délégués des associations locales dressaient un bilan et une analyse sur l’activité syndicale de la Cé durant les deux années écoulées et validaient le rapport d’activité. Il fiaite les enjeux, les grandes orientations et les objectifs de la Cé pour les deux années qui suivent.
Il élisait notamment le bureau national chargé de la mise en œuvre de ces décisions.

#### Le Conseil national
Le Conseil national était une instance de débat sur le bilan des actions menées par la Cé nationalement dans les universités. Il définissait les grandes orientations à venir. Le Conseil national était composé des membres du bureau national et des présidents des différentes associations locales qui débattent entre eux. Il était ouvert à tous les militants.

#### La commission exécutive
La Commission exécutive était l'organe de gestion quotidienne de la Cé. Elle mettait en œuvre les décisions prises par le Bureau national. Elle se composait des membres du bureau national élus à cet effet en Congrès tous les deux ans.

### Responsables
La dernière présidente était Cindy Pétrieux.
- Cindy Pétrieux, présidente[21]
- Boubacar Diop, secrétaire général
- Édouard Renucci, trésorier

## Positionnement

### Démarche syndicale
La Cé proposait une démarche de « syndicalisme réformiste » (en affirmant par exemple que la réforme de l'université était « une nécessité vitale ») qui s'inscrit dans le cadre de ses valeurs de « démocratie, de solidarité et d'Europe ».

### Campagnes et positions
Après avoir porté l'insertion des étudiants comme troisième mission de l'université et une amélioration du système d'orientation des étudiants, la Cé est favorable a une augmentation des dotations des universités afin de rendre effectives ces évolutions. La Cé soutient le principe de l’enseignement supérieur professionnalisant. Elle était favorable au salariat étudiant qu'elle voit comme une occasion d'acquérir de l'expérience.
Elle réalisait à chaque saison d'été avec la CFDT, des campagnes pour la défense des droits des travailleurs saisonniers.
En 2003, la Cé s'est prononcée pour la Réforme LMD et pour la Constitution européenne en 2005. Elle a participé en 2006 à l'intersyndicale opposée au contrat première embauche. Lors du mouvement contre la loi LRU (2007), la Cé n'en a pas demandé l'abrogation et selon Robi Morder du GERME elle s'est située « en dehors de la coordination » étudiante.
À l'automne 2011 - hiver 2012 : La Cé intégrait le Collectif du 31 mai[réf. nécessaire] contre la circulaire du 31 mai 2011 dite « circulaire Guéant » à propos des visas des étudiants internationaux. Appelant à son retrait, la Cé organisait sur une quinzaine de campus des "boucans Guéant" sur les campus universitaires. Le ministère de l'intérieur réajustait sa circulaire en janvier, toutefois le Collectif continue de mobiliser pour son retrait. Le gouvernement Ayrault supprime la circulaire, mais pas le décret du 6 septembre (décret qui exige plus de ressources financières aux étudiants étrangers qui souhaitent étudier en France, 460 € avant contre 770 € en 2012).

### Modes d'actions

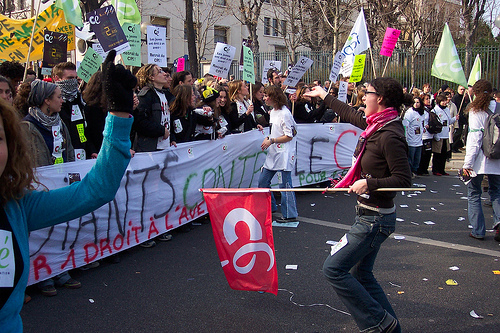
Le cortège de la Confédération étudiante lors de la manifestation contre le CPE du 18 mars 2006

La Cé concentrait ses actions dans les campagnes pour l'insertion professionnelle, le soutien des étudiants internationaux, pour l'élection de représentants des étudiants au sein des conseils centraux d'universités (appartenant ainsi à une tendance « cogestionnaire » du syndicalisme étudiant axée sur la représentation des étudiants) et des organes de représentations nationaux auprès du Conseil national de l'enseignement supérieur et de la recherche.
Tout en appelant à massifier les assemblées générales d'universités lors des mouvements étudiants pour « marginaliser les radicaux », elle revendiquait pour celles-ci des « exigences démocratiques » notamment par l’organisation de « référendums » à bulletin secret lors de la grève et du blocage d’une université.

## Liens avec d'autres organisations
La Cé était associée avec la CFDT depuis mars 2004 qui, selon Le Monde, la subventionnait annuellement à la hauteur de 30 000 € pour relayer chez les jeunes « une même conception du syndicalisme réformiste et indépendant ». Ce support est aussi matériel à travers, par exemple, l'impression de tracts ou l'intervention de militants cédétistes lors de conférences, manifestations. Les responsables de la Cé sont amenés à participer aux congrès ou aux campagnes de la CFDT. La Cé était aussi partenaire d'organisations dans lesquelles la CFDT est présente comme l'organisation Sauvons l'Europe.
Les relations avec l'UNEF étaient difficiles voire parfois violentes au niveau local, la Cé critiquant son « immobilisme » et sa « duplicité » tandis que l'UNEF reprochait à la Cé d'avoir aggravé la division du syndicalisme étudiant. Cependant selon Robi Morder, « une aile (de l'UNEF)" s'est rapproche de la Cé (en réalité la Tendance refondation syndicale, qui cherche à ramener dans l'UNEF d'anciens militants de la Cé, comme ceux de Strasbourg, Rennes, Paris 3, Angers...)[réf. nécessaire]. La TRS n'était pas proche de la cé mais avait entamé avec des militants de la majorité nationale de l'unef une discussion avec des militants de la cé de Rennes et Strasbourg qui souhaitaient quitter la confédération étudiante et venir a l'unef. Ces militants ont intégré la TRS en 2008.
Ses relations avec les organisations s'inscrivant dans le syndicalisme de lutte comme SUD Étudiant puis Solidaires Étudiant-e-s sont souvent tendues, celles-ci lui reprochant par exemple son programme, qu'ils qualifient de « peu revendicatif » et de « soumission au MEDEF ».
Ses relations avec les fédérations et d'associations de filière (FAGE et PDE) étaient en général plus cordiales, hors périodes électorales[réf. nécessaire]

## Représentativité

### Au CNESER
De 2006 jusqu'à 2013, la Confédération étudiante est considérée comme représentative au sens de la loi Jospin, dans la mesure où elle disposait d'un élu au CNESER. Elle perd ce statut en juillet 2013, où elle n'est plus en mesure de présenter une liste à ce scrutin.
La Cé revendiquait, en 2007, 4 000 adhérents et 6 000 en 2012. En juin 2006 elle déclarait une présence dans une soixantaine d'universités[réf. nécessaire] et 237 élus en conseils centraux.
| Année | Voix | %     | Sièges | Rang | Commentaire |
| ----- | ---- | ----- | ------ | ---- | ----------- |
| 2004  | 105  | 5,56  | 0 / 11 |      |             |
| 2006  | 237  | 12,3  | 1 / 11 |      |             |
| 2008  | 247  | 12,2  | 1 / 11 |      |             |
| 2010  | 229  | 11,14 | 1 / 11 |      |             |
| 2012  | 131  | 8,04  | 1 / 11 |      |             |

### Au CNOUS
Confédération étudiante ne parvient pas à avoir des élus aux CNOUS lors de ses plusieurs participations.